# 奈良県立王寺工業高等学校
奈良県立王寺工業高等学校（ならけんりつ おうじ こうぎょう こうとうがっこう、英: Nara Prefectural Oji Technical High School)は、奈良県北葛城郡王寺町本町三丁目に所在する県立工業高等学校。

## 概要
2004年（平成16年）4月、情報電子工学科を設置し、情報技術教育を重視する学校として改編された。
2024年（令和6年）度より、ボクシング部が、奈良県教育委員会より、部活動等に力を入れている学校を重点的に支援する「スポーツ・文化活動推進校」の指定を受け、それぞれの部活動に詳しい専門性の高い教員が顧問等として継続的に配置されている。

### スクール・ミッション
工学的な知識・技術を活用し、グローバルな視点を持ちながら地域コミュニティを支えるグローカルな人材の育成

### 教育目標
日本国憲法、教育基本法及び学校教育法に定められた教育の根本精神に基づき、時代の進展をみつめ、人権を尊重する民主的な社会の創造に努める人間の育成を期するため次の目標を定める。
1. 豊かな教養と基礎学力、正しい職業観と勤労観を身につけ、創造的な能力をもつ産業人の育成
2. 親和協調のひととなりを培い、たくましく自己の理想をめざして生きぬく人物の育成
3. 情操の陶冶をはかり、健康にして精気に満ちた質実な心身の持ち主の育成
4. 産業技術革新の激しい時代の推移に、より適切に対応できる産業人の育成[3]

### 教育方針
- 人権尊重の精神に徹し、正しい生き方の自覚を深め、社会連帯の精神を養うとともに、人間性豊かな生徒の育成に努める。
- 基礎学力の定着を図り、専門的な知識と技術を習得させるとともに、創造的な知性・技能を育てる。
- 正しい判断力と強い意志力、たくましい心身を育てるとともに、自律的な生活態度を養う。
- 体験的な学習や実践を通して、正しい職業観や勤労観を身につけさせるとともに、自信と意欲をもたせる[3]。

#### アドミッション・ポリシー
以下のような生徒を積極的に受け入れる。
1. ｢ものづくり｣に興味・関心があり、技術等の習得に前向きに取り組む生徒
2. 規律を守り、意欲的に高校生活を送りたいと強く思っている生徒
3. チャレンジ精神旺盛で、協調性を持って目標に挑戦する生徒
4. 専門知識と技能を習得し、資格取得や検定合格に取り組む生徒[1]

#### カリキュラム・ポリシー
上記の教育方針の下、その実現に向けた以下のような教育を行う。
1. 生きる力の基礎、心身ともに豊かな人間性を育成する普通教科と、社会形成能力を育成する専門教科を実践する。
2. 普通教科を中心とした基礎学力の定着から、工業（特に機械、電気、情報）に関する専門教科を座学や実技を通して協働的・実践的・体験的に学ぶ教育を実践する。
3. グローバルに活躍できる技術者としてのコミュニケーション・プレゼンテーション能力の向上を図り人間力を養成するための教育を実践する。
4. 課題対応能力を育成するため、学校設定科目・課題研究では、協働型・問題解決型・探究型学習を実践する。
5. グローカルな人材を育成するため、地域や産業界との連携を図り、就業体験学習等を通してキャリア教育を実践する[1]。

#### グラデュエーション・ポリシー
卒業までに以下の資質・能力の育成を目指す。
1. 主体的に社会を生き抜くために必要な、自ら行動する力・考える力
2. 真理の探究に向け、自ら学び、協働的に粘り強く挑戦する力
3. 専門知識技能、ものづくり力を身につけ、コミュニティ（特に工業分野）に貢献できる力[1]

#### 校訓
校訓は、「進取力行」「創造開拓」「敬愛協力」である。
- 進取力行 - 絶えず一歩前に出て、やる気を持ち続け、力強く前進する。
- 創造開拓 - 自ら考える力を持って、創造的な知識と技能を磨き、将来のために努力する。
- 敬愛協力 - 相手の立場に立って、物事を考えるとともに、人権を尊重して、絶えず連帯感を持ちつつ一致協力する[3]。

## 沿革

### 年表
- 1962年（昭和37年）
  - 4月1日 - 王寺町立体育館を仮校舎として開校。
  - 11月10日 -　第1期工事（南館・実習工場）竣工し仮校舎より移転。
- 1963年7月31日 -　第2期工事（本館・実習工場）竣工。
- 1964年4月30日 -　第3期工事（体育館・校門・塀等）竣工。
- 1965年10月2日 - 食堂（貴望会館）竣工。
- 1966年12月6日 - 格技場（柔・剣道場）竣工。
- 1967年12月1日 - 体育クラブ室竣工。
- 1968年
  - 11月30日 - 野球バックネット、ベンチ竣工。
  - 12月19日 - 化学工学科工業計測実習室竣工。
  - 1969年9月30日 - プール竣工。
  - 1970年8月28日 - 理科薬品庫竣工。
- 1971年11月30日 - 化学工学科工作実習室竣工。
- 1972年
  - 11月10日 - 創立10周年記念式典挙行。
  - 12月15日 - 社会科資料室等竣工。
- 1975年4月1日 - 廃液処理装置竣工。
- 1978年
  - 9月20日 - 体育クラブ室竣工。
  - 10月20日 - 運動場整備及び玄関前舗装工事竣工。
- 1979年
  - 7月31日 - 体育館倉庫竣工。
  - 9月29日 - ポンプ室竣工。
- 1981年8月31日 - ボクシング練習場竣工。
- 1982年11月6日 - 創立20周年記念式典挙行。
- 1990年（平成2年）8月31日 - 本館南館外壁塗装工事竣工。
- 1991年4月1日 - 電気科2学級を1学級とする。
- 1992年
  - 4月1日 - 創立30周年を機に学科再編。電子機械科2学級、科学技術科2学級設置し、機械科、電子科及び化学工学科を生徒募集停止。科学技術科は、工業の基礎を学びながら大学進学を目指すものであった。
  - 11月05日 - 創立30周年記念式典挙行
- 1993年12月20日 - 本館改修(部分使用開始)。
- 1994年3月31日 - 機械科、電子科及び化学工学科廃科。電気科、電子機械科、科学技術科の3学科体制になる。
- 1995年3月9日 - 本館、南館、実習棟改築。
- 1996年
  - 9月27日 - 体育館大規模改修工事完成。
  - 10月23日 - 落成記念式典挙行。
- 1997年
  - 9月26日 - 格技場大規模改造。
  - 9月28日 - トレーニング室改修。
  - 10月5日 - 食堂大規模改造。
- 1999年12月14日 - インターンシップ制度導入。
- 2002年10月24日 - 創立40周年記念式典挙行。
- 2003年
  - 10月6日 - 校内電子掲示板システム（MET’S 君）導入。
  - 11月20日 - ヘリコプター「夢飛翔号」設置。
- 2004年4月1日 - 電子機械工学科、総合電気工学科、情報電子工学科を設置。各学科２級になる。
- 2005年9月28日 - 生徒作品展示室gallery「工業（たくみ）」竣工。
- 2007年7月31日 - 国産初ジェット練習機Ｔ－１Ｂ展示開始。
- 2008年2月19日 - 王工ミュージアム開設。
- 2012年11月11日 - 創立50周年記念式典挙行。
- 2013年4月1日 - 機械工学科、電気工学科を設置。
- 2021年（令和3年）09月15日 - 屋内運動場 改築。
- 2022年3月18日 - 南館 改築。

## 基礎データ

### 所在地
- 奈良県北葛城郡王寺町本町三丁目6番1号

### アクセス
- JR大和路線／和歌山線及び近鉄生駒線「王寺駅」から南へ約900m（徒歩約15分）
- 近鉄田原本線「新王寺駅」から南へ約1.0km（徒歩約17分）

### 象徴

#### 校章
校章の由来は、「王」の字を図案化して、その上に「工高」の２字を配し、王寺工業高校を表している。
- 3本の横線は、本校の校訓を表している。
- 全体として、王冠の形を示している。王寺の工高というだけではなく、工高の王になることを期待しているということを表している。
- 「王」の字の最上線は、両翼を張り、末広がりの向上性と、国内外への雄飛の意図を表している[3]。

#### 校歌
作詞は谷垣純弘、作曲は本霊元朝による。歌詞は3番まであり、各番に校名の「王寺工業高校」が登場する。

## 設置する課程、学科及び定員
- 全日制課程

工業に関する学科
- - 機械工学科 - 222名（募集人員74名、特色選抜）
  - 電気工学科 - 222名（募集人員74名、特色選抜）
  - 情報電子工学科 - 222名（募集人員74名、特色選抜）

## 部活動
- ボクシング部 - 2017年（平成29年）、ライト級の今永虎雅とウエルター級の荒本一成の２人が史上初めて、高校３年間での全国大会（春の全国高校選抜・夏の全国高校総体・秋の国体）で全て優勝する８冠を達成した[4]。
- 柔道部 - 男子団体 男子個人 などで奈良県大会上位に入る実績を残している。また近畿大会などにも出場している。
- 登山スキー部 - 雪のない県ではあるが、夏はクライミング、冬はアルペンスキーで活動。
- 放送映像部 - 第六十四回NHK杯全国高等学校放送コンテスト奈良県大会　最優秀賞受賞、同全国大会出場
- 情報処理部 - 第13回若年者ものづくり競技大会（石川県金沢市）ロボットソフト組み込み職種　特別賞受賞、第27回奈良県産業教育フェア（橿原市）

## 高校関係者と組織

### 高校関係者組織
- 奈良県立王寺工業高等学校学校運営協議会 - 保護者、地域住民、校長、関係行政機関の職員の中から委嘱された委員による機関。学校運営及び当該運営への必要な支援に関して協議する。
- 貴望会（きぼうかい） - 卒業生による同窓会組織[5]。
- 奈良県立王寺工業高等学校育友会 - 生徒保護者による保護者会組織で、会員は入会金及び年会費を納入する[6]。
- 奈良県高等学校PTA協議会 - 奈良県立教育研究所内に事務局を置くPTA協議会。奈良県立王寺工業高等学校育友会の会員をもって会員とし、会員は単位PTA分担金として会費を納入する。

### 高校関係者一覧

#### 著名な出身者
- 吉藤健太朗（ロボット研究者・実業家）
- 吉田篤史（競輪選手）
- 千本瑞規（プロボクサー）
- 西田凌佑（プロボクサー）
- 馬場龍成（プロボクサー）
- 今永虎雅（プロボクサー）
- 岡田康太（お笑い芸人、YouTuber）
- 工藤義弘（ドラマー・アースシェイカー）